# The Pilot's Wife
The Pilot's Wife (en español: Rutas secretas y La mujer del piloto) es un telefilme de 2002 dirigida por Robert Markowitz y protagonizada por Christine Lahti y Campbell Scott.

## Argumento
Kathryn Lyons tiene una vida familiar perfecta, un amante marido, una hija adolescente y una preciosa casa. Una noche la vida de Kathryn se derrumba cuando se entera de que el avión comercial que pilotaba su marido se estrella sobre el océano cerca de la costa de Irlanda. 
El dolor de la mujer aumenta cuando descubre que las autoridades sospechan que su esposo fue el culpable del accidente. Por ello comenzará una frenética investigación para descubrir la verdad al respecto descubriendo por el camino también que tenía una doble vida.

## Reparto
| Actor           | Personaje     |
| --------------- | ------------- |
| Christine Lahti | Kathryn Lyons |
| Campbell Scott  | Robert Hart   |
| Allison Pill    | Mattie Lyons  |
| Kirsty Mitchell | Muire Boland  |
| John Heard      | Jack Lyons    |
| Nigel Bennett   | Dick Somers   |
| Sophie Hough    | Dierdre       |

## Producción
La película se rodó en Nueva Escocia, Canadá.

## Recepción
Hoy en día el largometraje ha sido valorada por portales de información en el Internet. En IMDb, con 739 votos registrados al respecto, esta película obtiene en el portal una media ponderada de 5,6 sobre 10. En Rotten Tomatoes las más de 100 valoraciones de usuarios del portal le dan a la película una valoración media de 3 de 5, de los cuales el 44% de ellas la consideran "fresca".